# 森岡聡介
森岡 聡介（もりおか そうすけ、1980年1月5日 - ）は、俳優、ミュージシャン。大阪府箕面市出身。血液型AB型。武蔵野美術大学中退。

## 出演作品

### CM
- NTTドコモ長野「ドコモ GO!GO!キャンペーン」
- 宝酒造「タカラCANチューハイ 生果汁チューハイ」
- 富士通携帯電話「F506i」
- アサヒ飲料「十六茶」
- 花王ソフィーナ「AUBE」
- 日産自動車「CUBE」

### ドラマ
- 美女か野獣（フジテレビ）
- ホーム＆アウェイ（フジテレビ）
- 僕だけのマドンナ（フジテレビ）
- ムコ殿2003（フジテレビ）
- いつもふたりで（フジテレビ）

### 映画
- 初恋

### 広告
- au
- ヤマハ ミュージックスクール
- ヤマハ ミュージックリース
- 社団法人 公営交通事業協会

## 音楽活動
ファッションショーやCG映像作品、インディーズ映画に楽曲を提供する他、テイ・トウワがクリエイティブ・ディレクターを務めるシンガーソングライターAYUSE KOZUEの楽曲のRemixで「A♥K × HMV REMIX Campaign!」silver賞を受賞。
| スタブアイコン | サブスタブ | この項目は、まだ閲覧者の調べものの参照としては役立たない、俳優（男優・女優）に関連した書きかけの項目です。この項目を加筆・訂正などしてくださる協力者を求めています（P:映画/PJ芸能人）。 |

| スタブアイコン | サブスタブ | この項目は、まだ閲覧者の調べものの参照としては役立たない、音楽関係者（バンド等）に関連した書きかけの項目です。この項目を加筆・訂正などしてくださる協力者を求めています（P:音楽/PJ:芸能人）。 |